# امیرآباد دشت زرین (کوهرنگ)
امیرآباد (دشت زرین)، روستایی از توابع بخش مرکزی شهرستان کوهرنگ در استان چهارمحال و بختیاری ایران است. ودر فاصله ی ۵ کیلومتری از مرکز دهستان روستای صالح آباد و ۱۲ کیلومتری مرکز شهرستان کوهرنگ شهر چلگرد قرار دارد شغل اکثریت اهالی این روستا دامداری و کشاورزیست  و این روستا در شهرستان کوهرنگ تحت عنوان روستای فوتبال خیر شناخته میشود  ابراهیم سلجوقی بازیکن تیم فولاد خوزستان در لیگ برتر فوتبال خود را از این روستا شروع وبه لیگ برتر رسید این روستا به عنوان روستای بدون معبر حاکی شهرستان کوهرنگ معرفی شده است 

## جمعیت روستا براساس آخرین سرشماری سال ۹۵
۴۷۰ نفر و ۱۷۰ خانوار بوده است 
مهندس ظاهر سلجوقی به عنوان اولین دهیار روستا فعالیت خودرا از ۲۸ آبان ۱۳۹۰ آغاز و هم اکنون با سابقه ای درخشان به فعالیت خود ادامه می دهد مهندس سلجوقی دانش آموخته ی کارشناسی ارشد حسابداری و کارمند اداره کل آب و فاضلاب استان چهارمحال و بختیاریست . 
این روستا در دهستان دشت زرین قرار دارد و براساس سرشماری مرکز آمار ایران در سال ۱۳۹۵، جمعیت آن ۴۷۰ نفر ۱۷۰ خانوار) بوده‌است.

## آثار باستانی

### محوطه امیرآباد ۲
محوطه امیرآباد ۲ مربوط به دوران پارینه‌سنگی میانی است و در شهرستان کوهرنگ، بخش مرکزی، دهستان دشت زرین، منتهی‌الیه غربی دشت زرین، ۱/۵ کیلومتری جنوب غرب روستای امیرآباد، ۱۰ک متری جنوب شرق چلگرد واقع شده و این اثر در تاریخ ۲۷ اسفند ۱۳۸۷ با شمارهٔ ثبت ۲۶۳۰۰ به‌عنوان یکی از آثار ملی ایران به ثبت رسیده است.